# Partido judicial de Laviana
El partido judicial de Laviana es uno de los dieciocho partidos en los que se divide el Principado de Asturias, en España, concretamente, el partido judicial n.º 9 de la provincia de Asturias.

## Ámbito geográfico
El ámbito territorial, que viene regulado por el Real Decreto 529/1983, de 9 de marzo, comprende los municipios de:
Caso, Laviana, San Martín del Rey Aurelio, Sobrescobio